# Diálise peritoneal

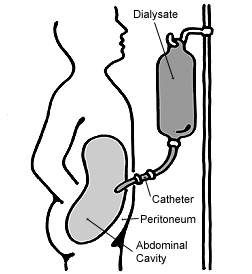
Diálise peritoneal

Diálise peritoneal é o processo de depuração do sangue no qual a transferência de solutos e líquidos ocorre através de uma membrana semipermeável (o peritônio) que separa dois compartimentos. Um deles é a cavidade abdominal, onde está contida a solução de diálise; o outro é o capilar peritoneal, onde se encontra o sangue com excesso de escórias nitrogenadas, potássio e outras substâncias. O peritônio age como um filtro, permitindo a transferência de massa entre os dois compartimentos. Consiste em uma membrana semipermeável, heterogênea e com múltiplos poros de diferentes tamanhos.
A diálise peritoneal é uma terapia de substituição renal.

## Diálise peritoneal passo-a-passo
A solução de diálise é introduzida na cavidade abdominal através de um cateter, onde permanece por um determinado tempo para que ocorram as trocas entre a solução e o sangue (esse processo é chamado de permanência). De um modo geral, as escórias nitrogenadas e líquidos passam do sangue para a solução de diálise, a qual é posteriormente drenada da cavidade peritoneal. Após isso, uma nova solução é infundida, repetindo assim o processo dialítico e dando início a um novo ciclo de diálise.
Portanto, cada ciclo de diálise peritoneal (conhecido como troca) possui três fases: infusão, permanência e drenagem. O número de trocas ou ciclos realizados por dia, assim como o tempo de permanência e drenagem, dependem da modalidade de diálise peritoneal escolhida de acordo com as características clínicas de cada paciente.

## Mecanismos de transferência de massas
- Difusão: solutos urêmicos e potássio, difundem-se do sangue do capilar peritoneal para a solução de diálise, obedecendo a um gradiente de concentração; enquanto que o cálcio, glicose e lactato, difundem-se da cavidade para o sangue em uma escala menor.
- Ultrafiltração: a osmolaridade mais elevada da solução de diálise gera uma ultrafiltração de água e solutos do sangue para a cavidade abdominal através do peritônio (processo chamado de ultrafiltração osmótica).
- Absorção: há uma absorção constante de soluto e água da cavidade abdominal através dos vasos linfáticos do peritônio.

## Modalidades de diálise peritoneal
- Diálise Peritoneal Intermitente (DPI): o tratamento é dado durante 24 a 48 horas, em ambiente hospitalar, com troca a cada 1 ou 2 horas, e com frequência de 2 vezes por semana. Pode ser feita manualmente ou por cicladora. Indicada em pacientes com alta permeabilidade, função renal residual significativa e alguns casos de IRA.
- Diálise Peritoneal Ambulatorial Contínua (CAPD): nessa modalidade o abdómen fica sempre preenchido com líquido, normalmente são feitas 4 trocas por dia e é a mais adequada para a maioria dos pacientes.
- Diálise Peritoneal Noturna (NIPD): a diálise é realizada a noite pela cicladora, enquanto o paciente dorme, por um período de 8 a 10 horas. Durante o dia a cavidade abdominal fica vazia
- Diálise Peritoneal Contínua por Cicladora (CCPD): as trocas são feitas durante a noite pela cicladora e durante o dia a cavidade abdominal permanece com líquido de diálise.
- CCPD com troca manual: uma ou mais trocas extras são realizadas durante o dia para melhor adequação do paciente.

## Conceitos
- Diálise peritoneal manual: as trocas são realizadas manualmente pelo paciente ou por terceiros com treinamento prévio. Exemplo: CAPD
- Diálise peritoneal automática: as trocas são feitas por um dispositivo mecânico chamado cicladora, a qual é previamente programada para realizar as trocas de acordo com as necessidades de cada paciente. Exemplos: NIPD, CCPD, DPI por cicladora.
- Diálise intermitente: é quando ocorrem intervalos entre as diálises, ou seja, durante determinado período a cavidade abdominal fica vazia, não ocorrendo o processo dialítico. Exemplos: NIPD, DPI.
- Diálise contínua: nesse modo, ocorre diálise sem interrupção durante 24 horas por dia. Dessa forma o abdome fica sempre preenchido por líquido de diálise. Exemplos: CCPD, CAPD.